# Mondscheiner
Mondscheiner war eine österreichische Rockband, Kabarettisten- und Schauspielergruppe, die 2002 in Wien gegründet wurde. Im Jahr 2009 löste die Band sich auf.

## Geschichte

### Beginn
Mitte der Neunziger fand sich die Vorgängergruppe von Mondscheiner als Kabarettistengruppe zusammen, ein Großteil der Mitglieder waren nebenbei auch Tontechniker, Schauspieler und Hobbymusiker. Anfänglich wurden deutschsprachige Texte von einem Teil der Band für das Kabarett geschrieben. Die musikalische Karriere der Gruppe begann erst 2002, als sich die Band Mondscheiner offiziell gründete.

### Erste Erfolge
Erste Fans erspielten sich Mondscheiner in der Wiener Lokalszene. 2003 brachte die Band ihre erste EP Die Kunst der Verführung heraus. Bereits 2004 spielte man mit bekannten Bands wie Klee, garish und Wir sind Helden.
Im selben Jahr kam das Debütalbum La belle captive auf den Markt, konnte erste mediale Erfolge erzielen, kommerziell jedoch war es wenig erfolgreich. 2005 zog ein Teil der Band nach Linz, um dort als Schauspielergruppe ihren Weg zu machen. Währenddessen ging der andere Teil der Gruppe nicht dem Musikerengagement nach, sondern pausierten in diesem Bereich. Kurz darauf trennte man sich von Karl Kühn.

### Plattenvertrag und kommerzieller Durchbruch
Im Frühling 2006 nahm die Plattenfirma Sony BMG Music Entertainment die Band unter Vertrag. Im Juli desselben Jahres wurde ihre Debütsingle Das was wir sind das erste Mal auf einem Radiosender (Ö3) gespielt.
Kurz darauf wurde die Band ins Vorprogramm von Silbermond und deren Österreichtour genommen.
Noch Ende dieses Sommers brachte sie ihr zweites Album Diese Stadt heraus, welches weitaus erfolgreicher als die anderen CDs war. Der Song Das was wir sind erreichte nach einigen Monaten in den österreichischen Charts den zehnten Platz.
Ende 2006 trennte sich die Band unerwartet von Heimo Korak. July Skone wurde sein Nachfolger am Schlagzeug.
Seit Anfang 2007 war die Gruppe im Theaterstück King Lear in Klagenfurt zu sehen.
Die Band gewann die Ausscheidung für den Titelsong der ORF-Serie Mitten im 8en. Die Nummer Mittendrin ist gleichzeitig die zweite Auskoppelung des neu aufgelegten Albums. Die Single war – wie die Serie – nur wenig erfolgreich.

### Dieser Tagund letztes Album
Im Mai 2007 werden sie mit dem Amadeus Austrian Music Award in der Kategorie „Newcomer des Jahres“ ausgezeichnet.
Die dritte Single des Albums, Dieser Tag stieg weitaus erfolgreicher als sein Vorgänger in die Ö3 Austria Top 40 ein. Kurze Zeit später wurde auf der Mondscheiner-Webseite bekanntgegeben, dass die Band zu diesem Zeitpunkt schon an einem neuen Album arbeitete. Die Band meinte, sie wolle sich mehr auf das konzentrieren, womit sie vor ein paar Jahren ins Rennen gegangen sind.
Das am 23. Jänner 2009 erschienene Album trägt den Titel Songs & Daughters. Die erste Singleauskoppelung wurde am 9. Jänner 2009 veröffentlicht und trägt den Namen The Silence.
Im November 2009 gab die Band bekannt, sich nach einer Tour Anfang 2010 zu trennen.

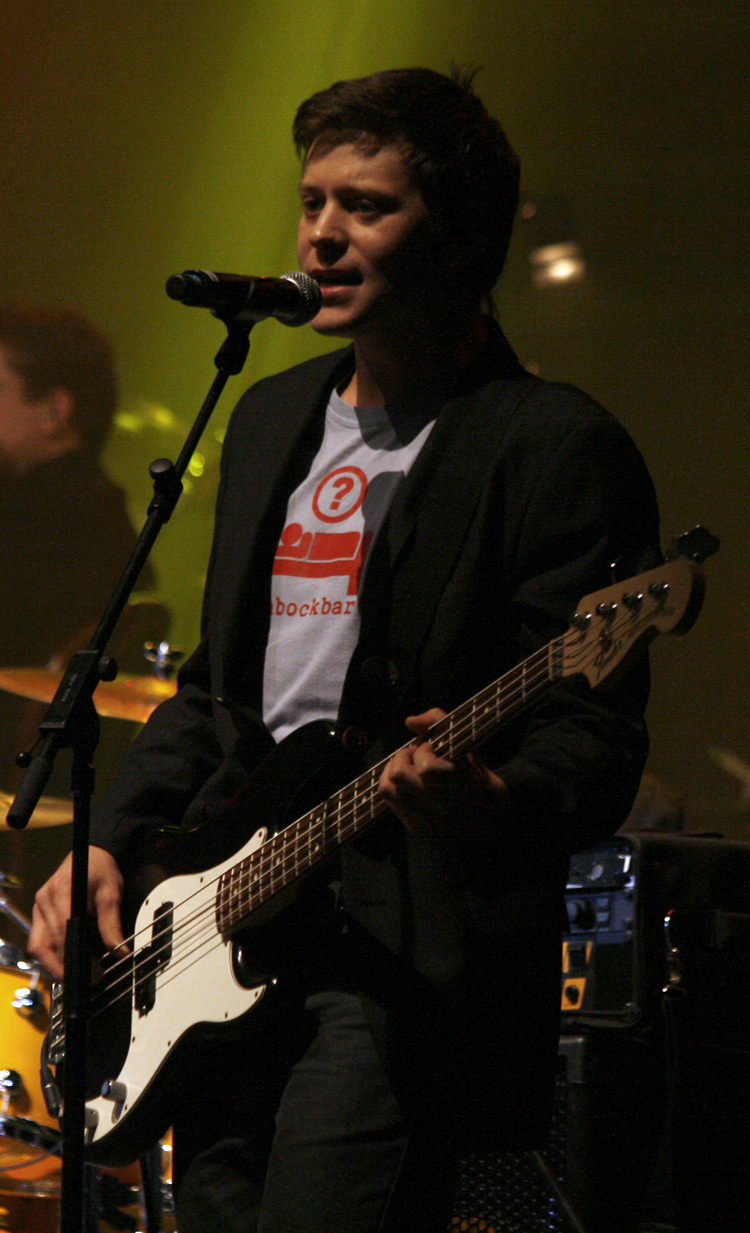
Boris Fiala
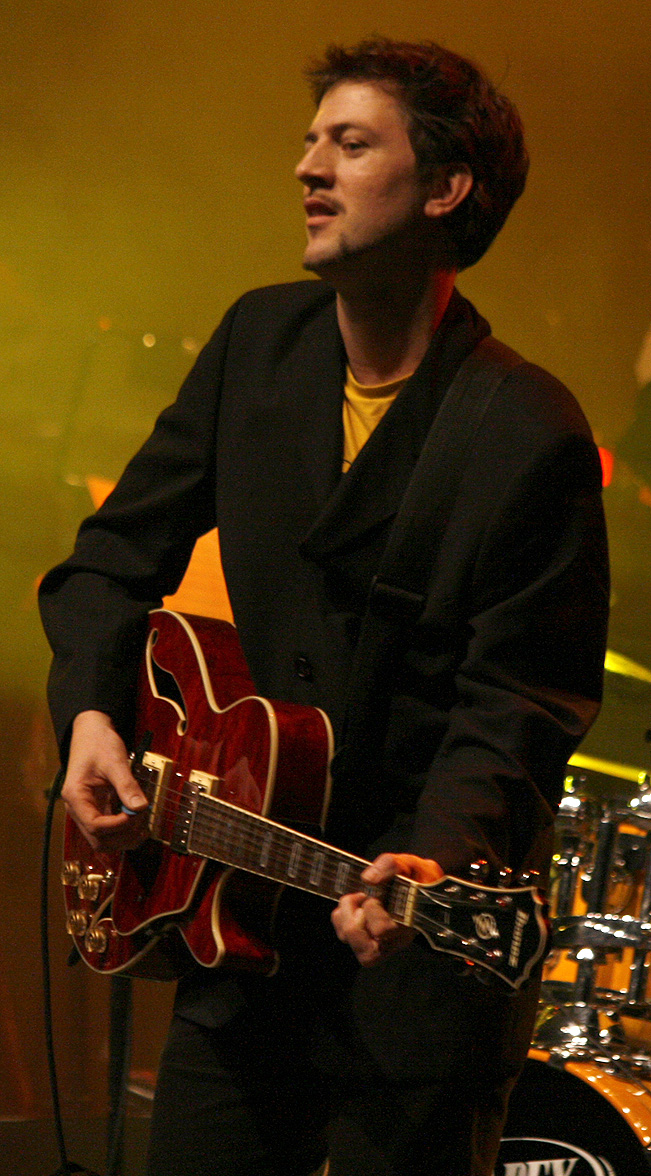
Andreas Hamza
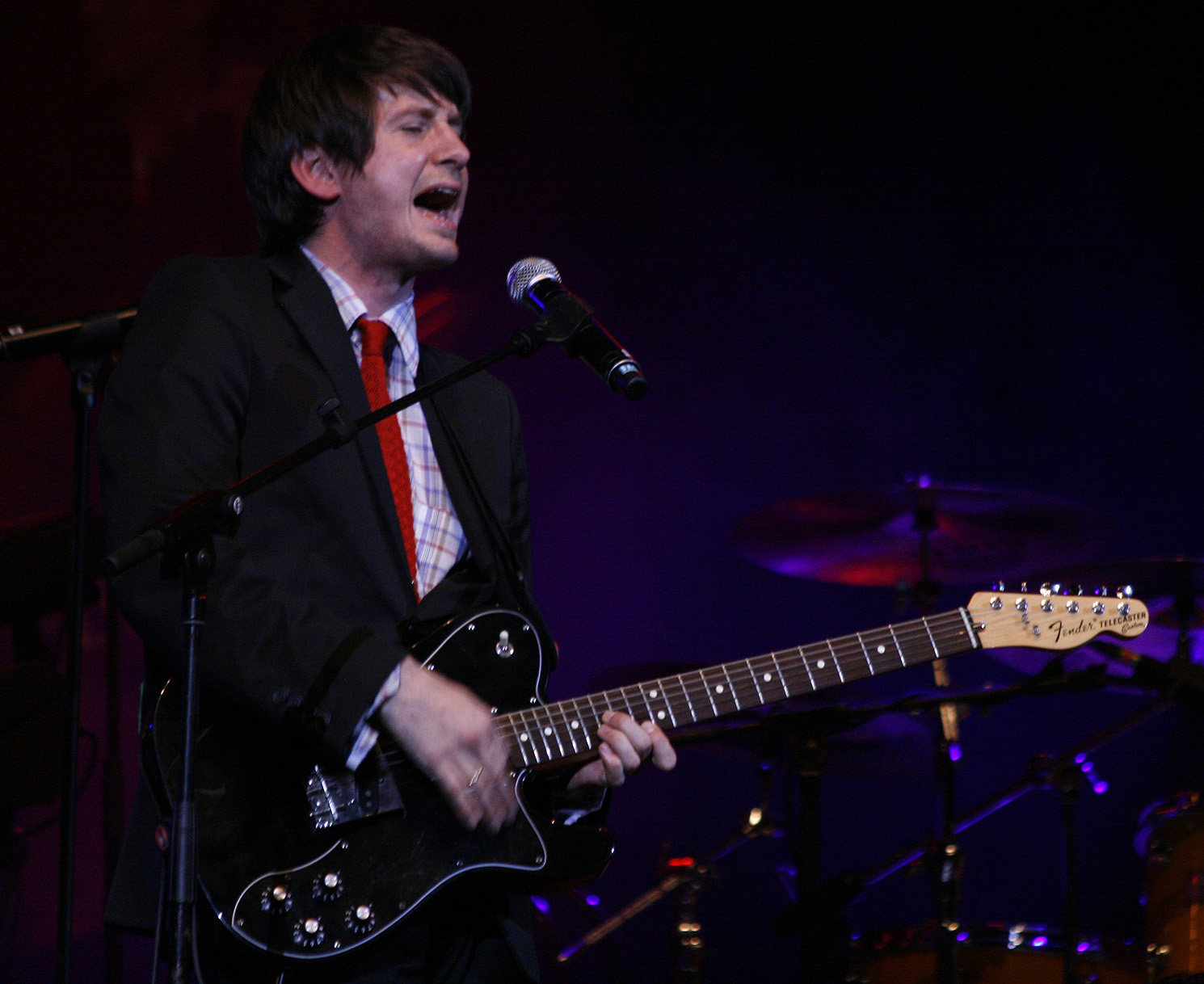
Stefan Laczkovics
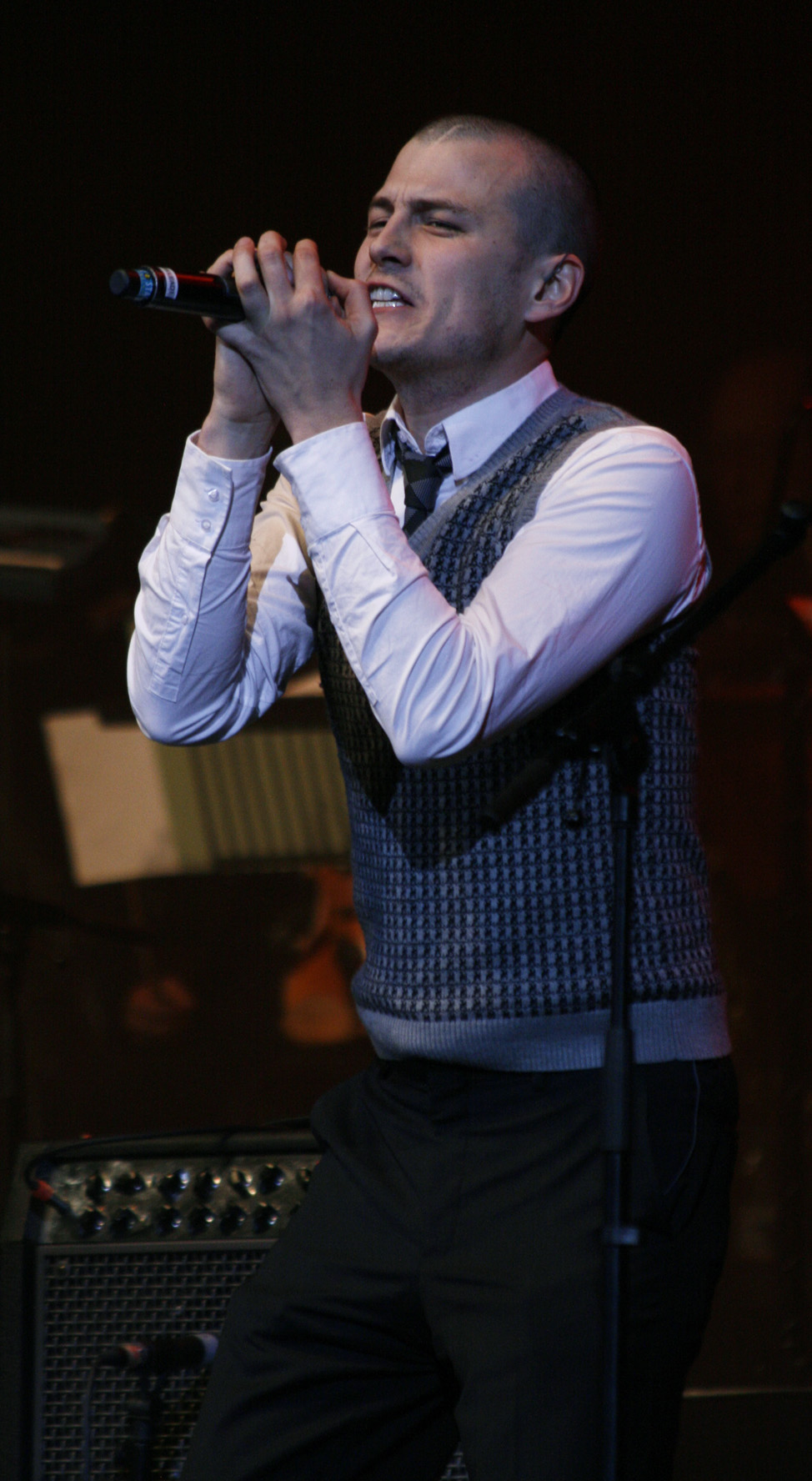
Manuel Rubey
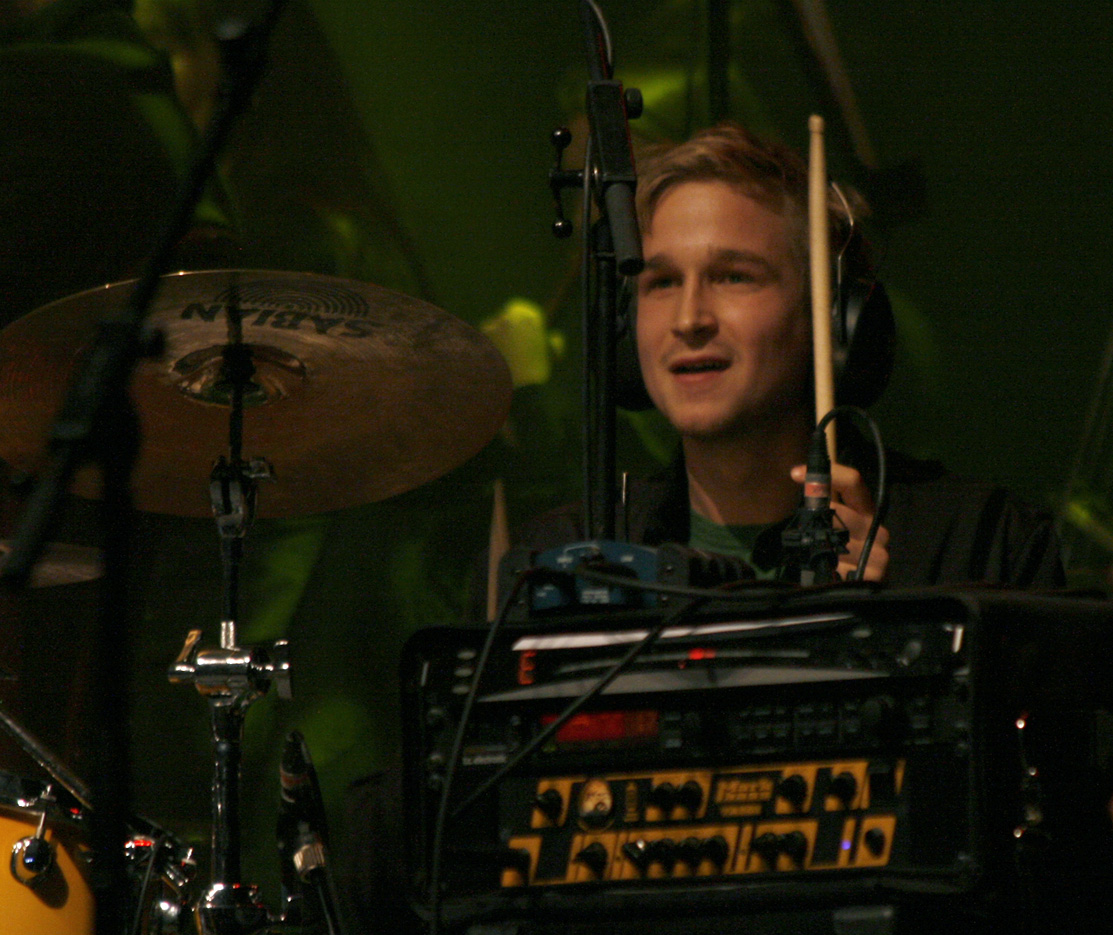
July Skone

## Diskografie

### Alben
- La belle captive (2004) (edel music)
- Diese Stadt (2006) (Sony BMG/Ariola)
- Diese Stadt / renoviert (2007) (Sony BMG/Ariola)
- Songs & Daughters (2009) (Sony Music/Columbia)

### EPs
- Die Kunst der Verführung (2003) (edel music)

### Singles
- Superman (2004)
- Alles hier (2004)
- Das was wir sind (2006)
- Mittendrin (2007)
- Dieser Tag (2007)
- Penelope (2008)
- The Silence (2009)

## Trivia
- Manuel Rubey wurde Anfang Juli 2007 als Hauptdarsteller in der Falco-Biographie Falco – Verdammt, wir leben noch! vorgestellt. Die Band selbst wirkt als Darsteller der Hallucination Company mit.

## Auszeichnungen
2007

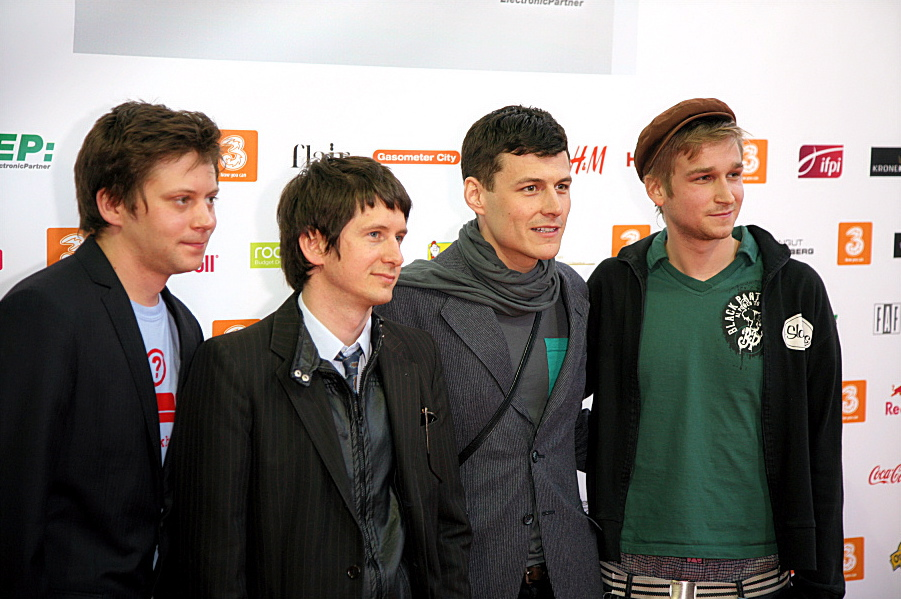
Mondscheiner, Amadeus Austrian Music Award 2008

- Amadeus Austrian Music Award in der Kategorie „Newcomer des Jahres“

2008
- Nominiert für den Amadeus Austrian Music Award in der Kategorie „Download des Jahres national“